# Tenryū-ji
Tenryū-ji (japanisch 天龍寺) ist ein buddhistischer Tempel im Nordwesten der japanischen Stadt Kyōto in deren Stadtbezirk Ukyō.
Er wurde im Jahr 1339 auf dem alten Wohnsitz des Kameyama-tennō unter Anleitung von Musō Soseki und mit der Unterstützung des Shōguns Ashikaga Takauji errichtet, um den Geist des verstorbenen Go-Daigo-tennō zu besänftigen. Der Tenryū-ji gilt als der erste der Fünf Großen Zen-Tempel der Rinzai-shū in Kyōto und war im japanischen Mittelalter einer der Gozan.
Hinter der Haupthalle (hojo) liegt der Sogenchi-Garten, den Musō Soseki, ein Meister der Gartenkunst, im 14. Jahrhundert im Stil des chisenkaiyu-shiki (etwa: spazieren gehen) anlegte und der bis heute nahezu genau wie in den ersten Tagen erhalten geblieben ist.
1994 wurde der Tenryū-ji zusammen mit anderen antiken Gebäuden in Kyōto von der UNESCO zum Weltkulturerbe Historisches Kyōto (Kyōto, Uji und Ōtsu) ernannt.

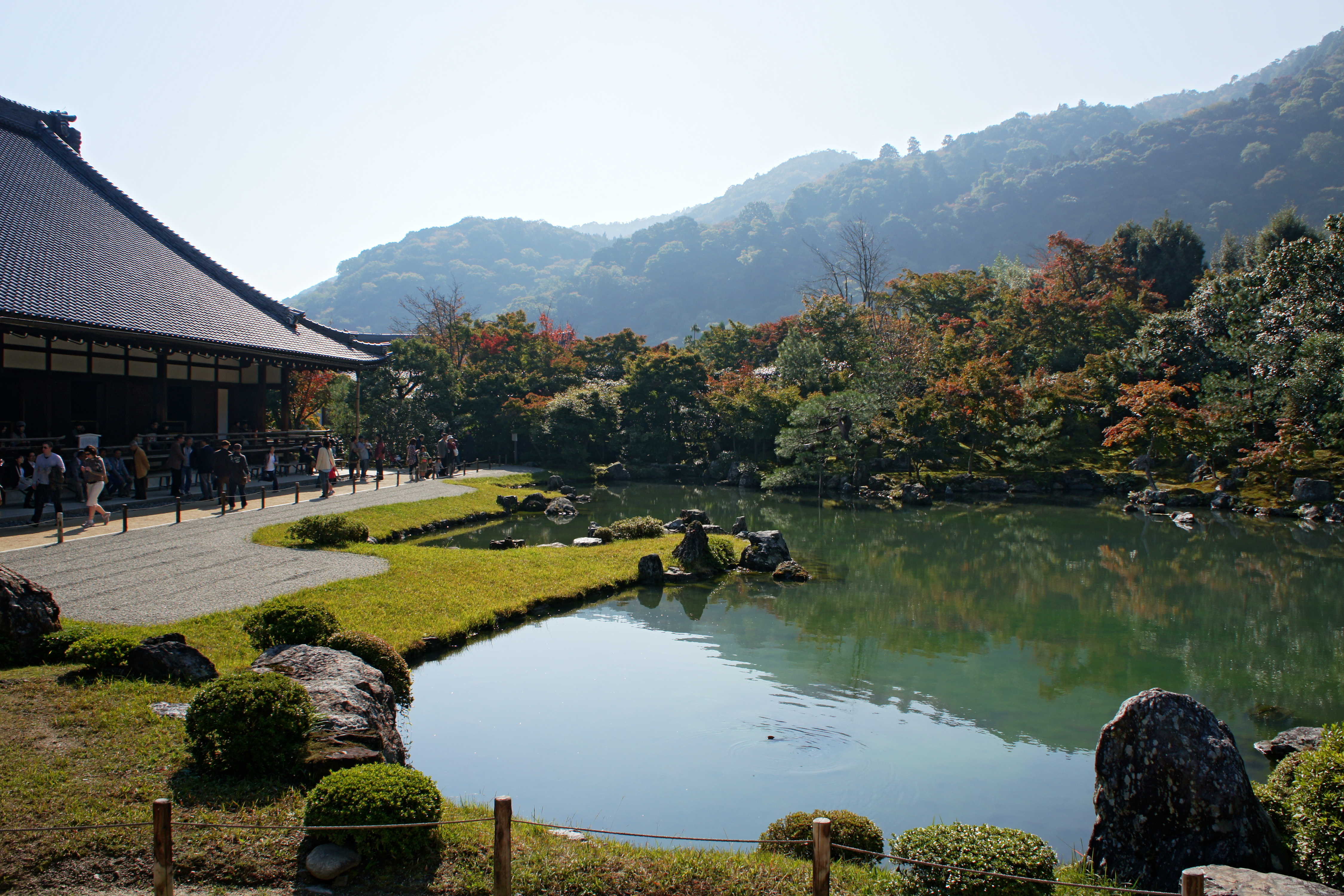
Ein Teich vor der Haupthalle
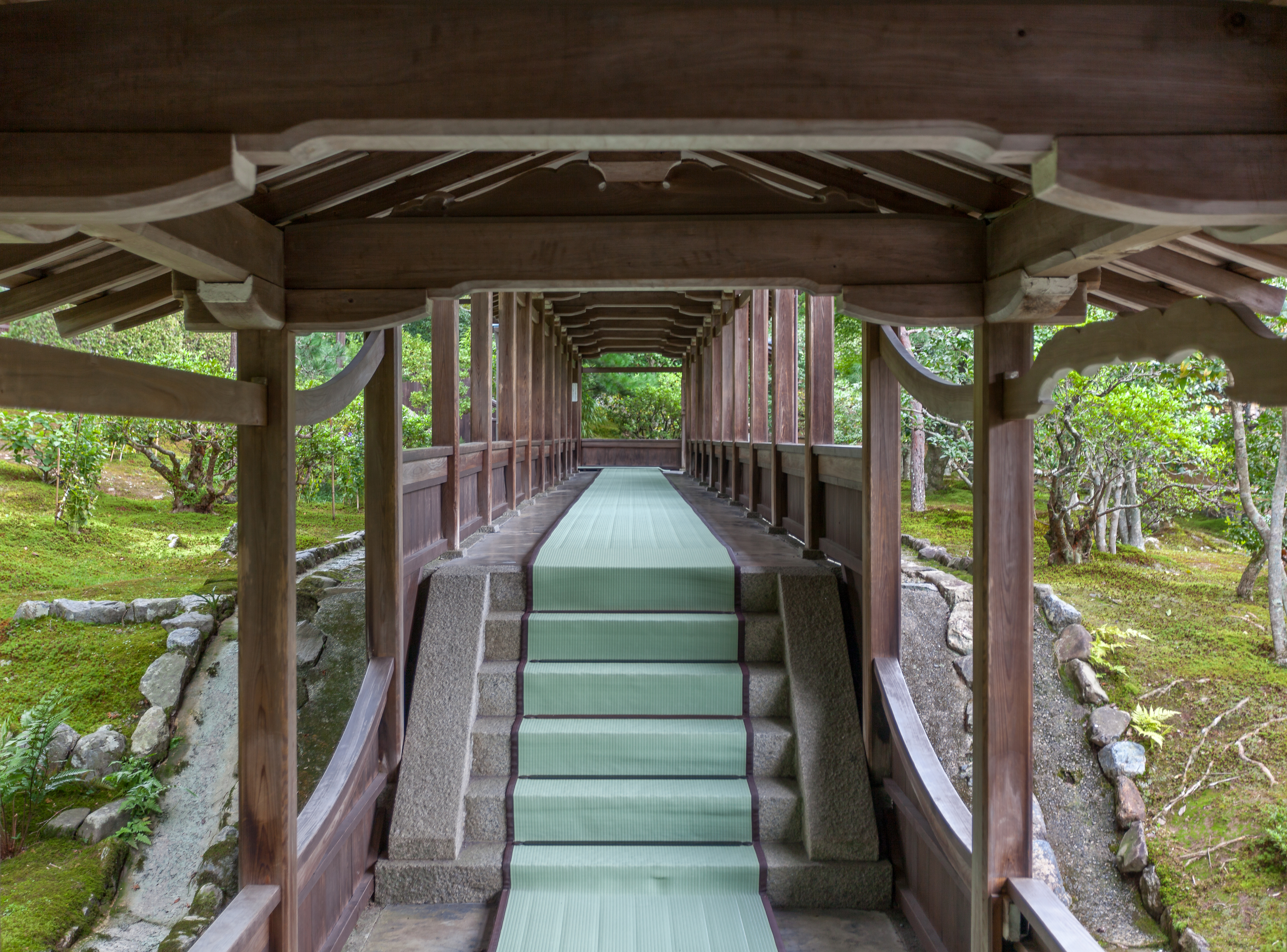
Durchgang
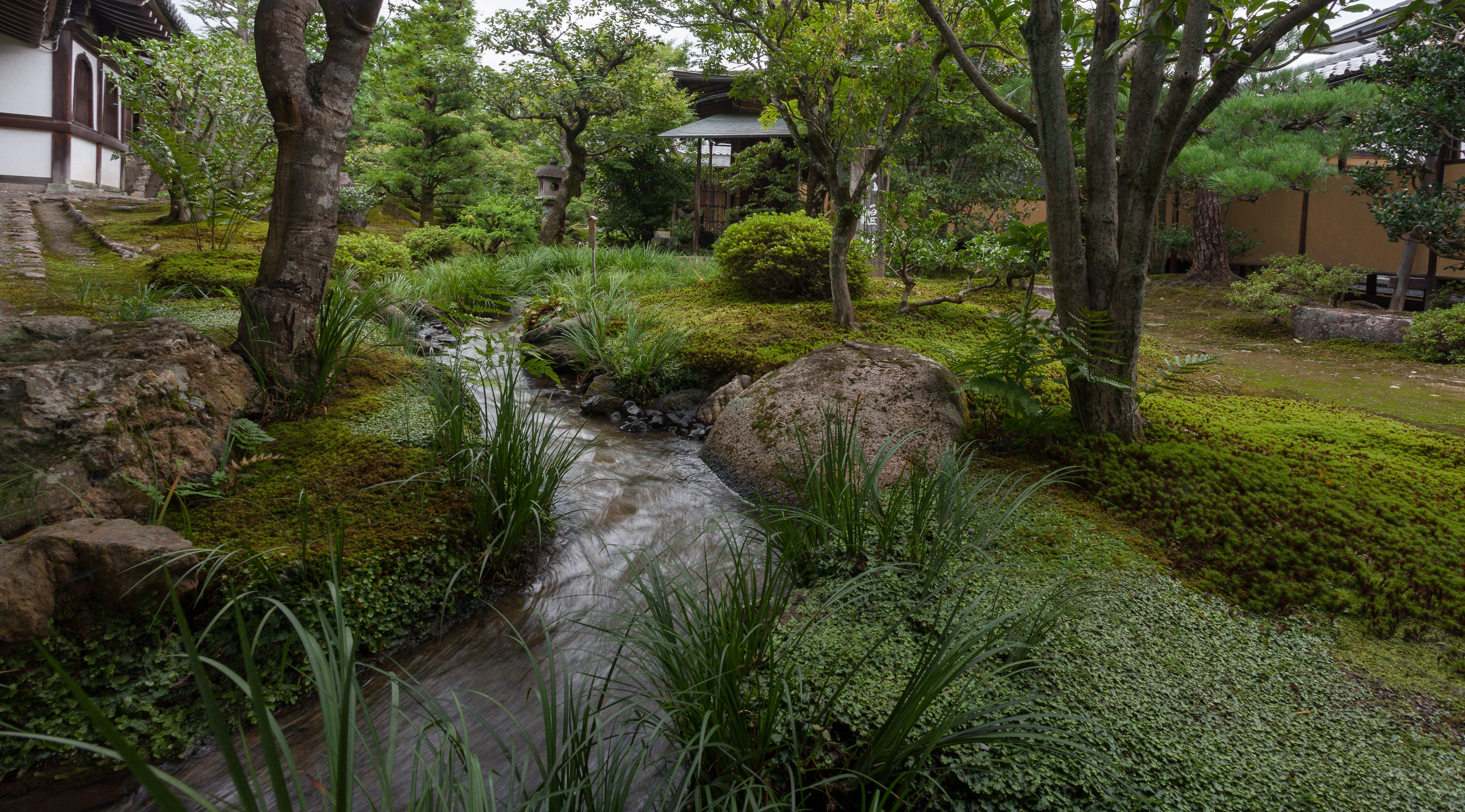
Gartenanlage
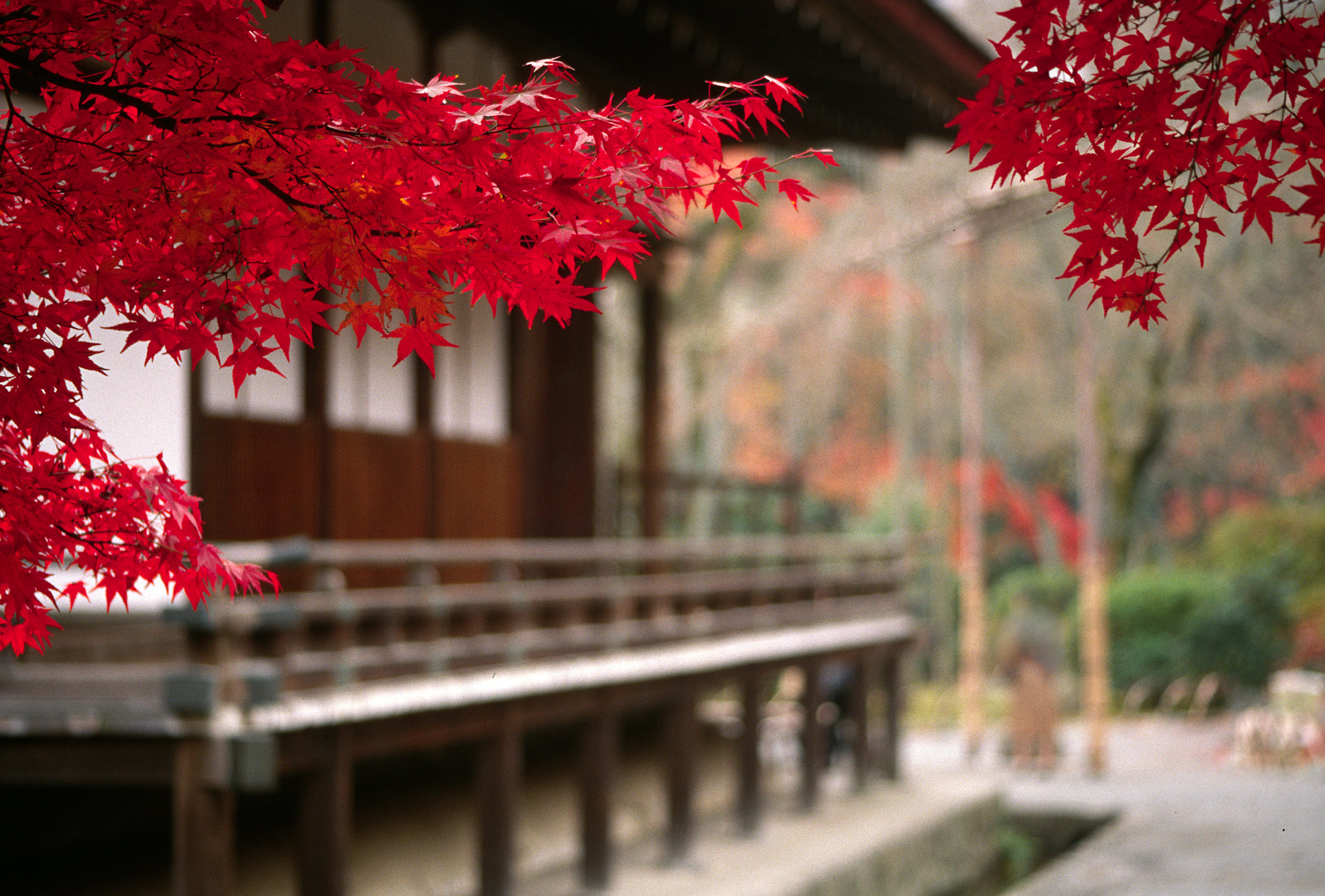
Ahornblätter im Vordergrund eines Gebäudes des Tenryū-ji
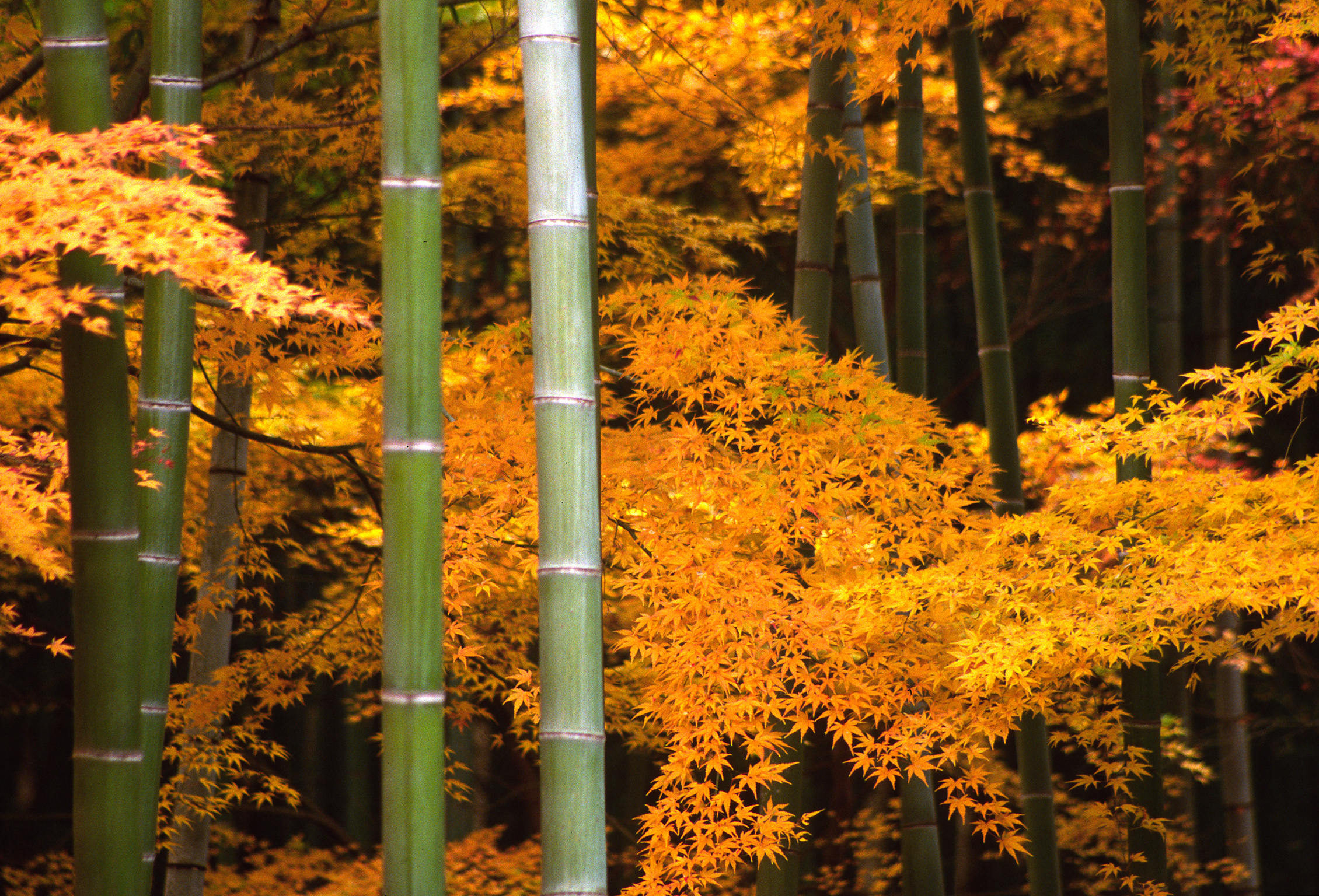
Herbstliche Ahornblätter und Bambus im Garten von Tenryū-ji